# Giuseppe Ioli
Giuseppe Ioli (Divignano, 1913 – Roma, marzo 1997) è stato un militare italiano, insignito della medaglia d'oro al valor militare a vivente nel corso della seconda guerra mondiale.

## Biografia
Nacque a Divignano, provincia di Novara, nel 1913, figlio di Tommaso e di Margherita Balosso.  Iscritto alla facoltà di filosofia dell'Università Cattolica di Milano, nel febbraio 1935 interruppe gli studi per arruolarsi volontario nella Milizia Volontaria Sicurezza Nazionale, come camicia nera in forza al battaglione CC.NN. "Monviso" mobilitato per le esigenze della guerra d'Etiopia, e nel luglio successivo partì per l'Africa orientale. A Saganeiti frequentò il corso per allievi ufficiali di complemento e nel giugno 1936 venne nominato sottotenente assegnato al 63º Reggimento fanteria per espletare il servizio di prima nomina. Ritornato in Patria nel marzo 1937 venne posto in congedo, riprendendo gli studi interrotti e nel 1940 conseguì la laurea in filosofia. Lavorò successivamente come insegnante di storia e filosofia presso il liceo di Sondrio. Richiamato in servizio attivo a domanda presso il nel 54º Reggimento fanteria della 2ª Divisione fanteria "Sforzesca" nel gennaio 1941, venne promosso tenente con anzianità gennaio 1940, e destinato al II Battaglione divisionale mortai da 81 con il quale prese parte alle operazioni svoltesi sul fronte greco-albanese fino all'aprile 1941. Rientrato in sede, nel giugno dell’anno successivo partì con il suo reparto per l'Unione Sovietica. Comandante di plotone assegnato di rinforzo ad un battaglione di fanteria impegnato sul fiume Don, dopo alcuni giorni di combattimenti, il 20 agosto 1942, rimase gravemente ferito e veniva catturato dal nemico. Fatto segno durante la prigionia ad inconsistenti accuse e condannato, soffrì per lunghi anni le atrocità dei campi di punizione. Venne rimpatriato nel febbraio 1954 e posto in congedo, per essere quindi richiamato in servizio e trasferito nei ruoli del servizio permanente effettivo per merito di guerra col grado di tenente. Promosso capitano nel 1955, con anzianità gennaio 1943, fu trasferito al 1º Reggimento "Granatieri di Sardegna" dal febbraio 1956, e vi prestò servizio fino al 1959. Promosso maggiore passò in servizio presso l'Ufficio Storico dello Stato Maggiore dell'Esercito, e dal marzo 1963, con la promozione a tenente colonnello, rientrò al reggimento per assumere il comando di un battaglione. Collocato è riposo è stato eletto Presidente Nazionale dell'Unione Nazionale Italiana Reduci di Russia. Si spense a Roma nel 1997 ed alle sue esequie presenziò il Presidente della Repubblica Oscar Luigi Scalfaro.

### Fonti
1. 1 2 3 4 5 6 7  Combattenti Liberazione.
2. 1 2  Gruppo Medaglie d'Oro al Valor Militare 1965, p. 729.
3. 1 2 3 4 5 6  Istituto Nazionale del Nastro Azzurro.
4. ↑  Quirinale.
5. ↑   Medaglia d'oro al valor militare Ioli, Giuseppe, su quirinale.it, Quirinale. URL consultato l'11 luglio 2021.